# Вентоза (Торриш-Ведраш)
Вентоза (порт. Ventosa) — район (фрегезия) в Португалии, входит в округ Лиссабон. Является составной частью муниципалитета Торриш-Ведраш. По старому административному делению входил в провинцию Эштремадура. Входит в экономико-статистический субрегион Оэште, который входит в Центральный регион. Население составляет 5167 человек на 2001 год. Занимает площадь 26,53 км².